# YIQ

Цветовая плоскость YIQ (при Y=0.5), представленная в цветовой гамме RGB.

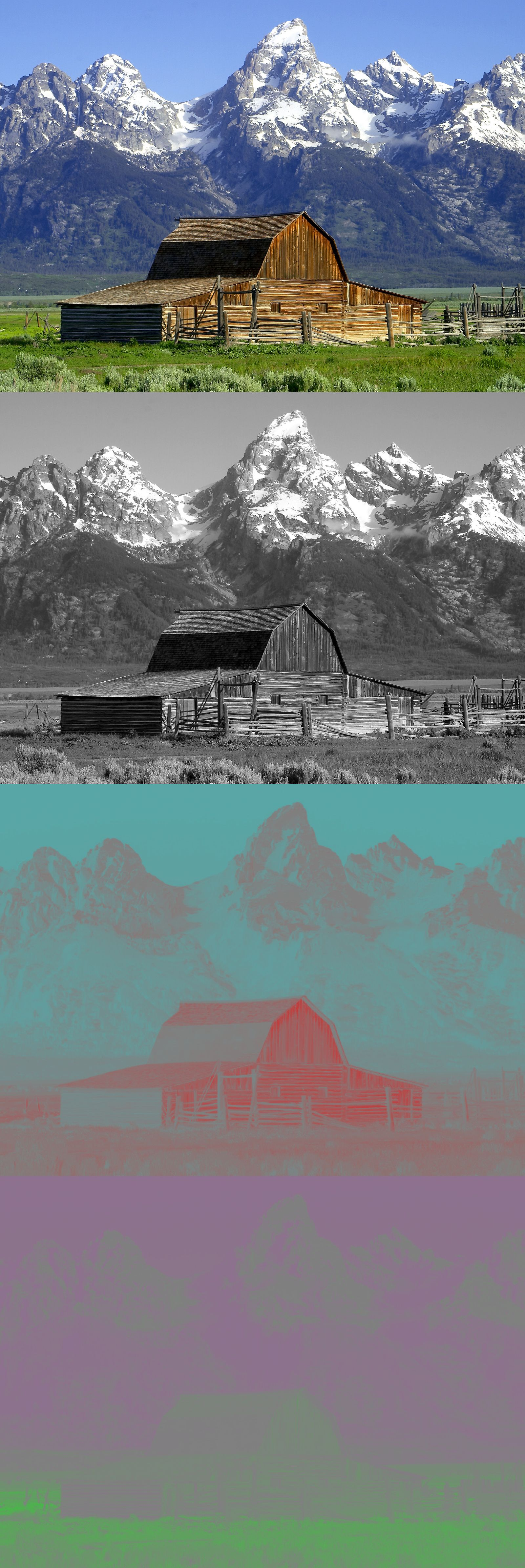
Фотография и её YIQ-компоненты.

YIQ — цветовая модель, используемая системой цветного ТВ NTSC, и применяется в Северной и Центральной Америке, а также в Японии. Сигнал Y является яркостным, а I и Q несут информацию о цвете. Буква I — первая буква выражения in-phase, по-русски сигнал I называется «синфазным», буква Q — первая буква слова Quadrature, сигнал в русской терминологии называется «квадратурным». Эти термины возникли из-за использования квадратурной амплитудной модуляции в первой системе совместимого цветного телевидения NTSC. В некоторых формах NTSC теперь используется цветовое пространство YUV, которое также используется другими системами, такими как PAL.

## Обработка изображения
Представление YIQ используется в преобразованиях и обработки цветных изображений. Например, применение и выравнивания гистограммы непосредственно к каналам в изображении RGB, изменит цветовой баланс изображения. Вместо этого выравнивания гистограммы, применяется к каналу Y представления YIQ или YUV-изображения, которые только нормализует уровни яркости изображения.

## Формулы
Компоненты YIQ определены на основе компонент RGB следующим образом:
{\displaystyle {\begin{aligned}R&=Y+0.956\cdot I+0.623\cdot Q\\G&=Y-0.272\cdot I-0.648\cdot Q\\B&=Y-1.105\cdot I+1.705\cdot Q\\\end{aligned}}}
Обратное преобразование в RGB
{\displaystyle {\begin{aligned}Y&=0.299\cdot R+0.587\cdot G+0.114\cdot B\\I&=0.596\cdot R-0.274\cdot G-0.322\cdot B\\Q&=0.211\cdot R-0.522\cdot G+0.311\cdot B\\\end{aligned}}}
Где R, G, B — соответственно интенсивности цветов красного, зелёного и синего, Y — яркостная составляющая, I и Q — цветоразностные составляющие. Коэффициенты приведены для цветовой температуры в 6500 К, соответствующей естественному освещению в солнечный день.

## Применение
Модель применяется в телевещании по стандартам M-NTSC и M-PAL, где полоса частот видеосигнала заметно меньше, чем в других телевизионных стандартах. Яркостная компонента содержит «чёрно-белое» (в оттенках серого) изображение, а оставшиеся две компоненты содержат информацию для восстановления требуемого цвета.
Использование модели YIQ было вынужденной мерой. Психофизиологические исследования выяснили, что разрешающая способность глаза в цвете меньше, чем в яркостной составляющей, и глаз, таким образом, мало чувствителен к цвету мелких деталей. За счёт этого при создании совместимой системы цветного телевидения удалось уменьшить полосу частот цветоразностных (не содержащих яркостной информации, в отличие от сигналов основных цветов R, G и B) в три-четыре раза. Чтобы уменьшить заметность помехи от цветоразностных сигналов на чёрно-белых телевизорах, она должна быть как можно более мелкой, что соответствует большей частоте поднесущей. Но при этом верхняя боковая полоса сигнала цветности подавлялась даже при уменьшении полосы пропускания вчетверо, что при квадратурной модуляции приводило к искажению цветовых оттенков.
Дальнейшие исследования установили, что к цветовым переходам разного рода глаз имеет разную чувствительность, что позволило сгруппировать т.наз. «тёплые» и «холодные» оттенки, и в одной группе уменьшить разрешающую способность ещё в три раза. Теперь для передачи одного из сигналов было достаточно полосы всего в 0,5 МГц, при этом верхняя и нижняя боковые полосы передавались без ограничений.
На фазовой плоскости (если представить R-Y как вертикальную ось, а B-Y, как горизонтальную) сигналы I и Q повёрнуты относительно них на 33 градуса.
В настоящее время в Соединенных Штатах используется только для маломощных телевизионных станций, поскольку 12 мая 2009 года Федеральная комиссия по связи (FCC) завершила полномасштабную аналоговую передачу. Для этих передач показанной в этой выдержке из нынешних правил и положений FCC.